# アメリカ合衆国内閣
アメリカ合衆国内閣（アメリカがっしゅうこくないかく、英: Cabinet of the United States）は、アメリカ合衆国の副大統領や各省長官（閣僚）および閣僚級高官で構成される会議体。「アメリカ合衆国大統領顧問団」(アメリカがっしゅうこくだいとうりょうこもんだん)とも訳される。
アメリカにおいて内閣（英: Cabinet）とは、イギリスや日本といった議院内閣制の国における首相を中心とした合議体の内閣とは異なり、大統領が任免する15名の各省長官により構成され、大統領が主宰する会議体を意味する。会議体は憲法上に規定がない慣例上の制度であるため、長官は会議体の閣員としては何らの法的地位も権限も有しておらず各省長官としての法的地位と権限に過ぎない。また各閣員は大統領に対して責任を負うが、合議体として連帯責任を負うことはない。いわば大統領の諮問機関であり、議院内閣制の国における内閣に相当する機関は、アメリカにおいては大統領である。

## 概要
議院内閣制の先駆であるイギリスでは、行政権が内閣にあり、その行使に関し、首相を含めて内閣を構成する閣僚全員が連帯して議会下院に責任を負う。日本においても行政権は内閣にあり、内閣総理大臣（首相）を含めて内閣を構成する閣僚全員が連帯して国会に責任を負うというイギリス型の議院内閣制である。それに対しアメリカ合衆国では、行政権を管轄する大統領はその地位を維持するために議会の信任を必要とせず、一旦任命された閣僚は大統領に対してのみ責任を負う。閣議に相当する会合も開かれるが、あくまで諮問会議であり、最終的には大統領の判断に任される。エイブラハム・リンカーン大統領が全閣僚の反対に遭った際に「賛成1、反対7。よって可決。」と諧謔的に述べた逸話もある。
閣僚・閣僚級高官は、連邦議会議員や州知事との兼務・兼職を禁止され、連邦議員や州知事が閣僚に就任する際は、その職を辞さなければならない。
閣僚・閣僚級高官は、一部の例外を除き、大統領の指名と上院の過半数による承認と宣誓を経て大統領から任命される。大統領の所属党と上院の多数党が異なる場合でも、概ね大統領の所属党の人物が選ばれる。なお、内閣に含まれる副大統領は基本的には公選職であり、また首席補佐官などは議会の承認手続きを経ずに大統領が任命する。

## 閣僚・閣僚級高官
以下の表中、「順」は、大統領権限継承順位を示す。表中にない第1位、第2位、第3位は、それぞれ副大統領、下院議長、上院仮議長である。画像の列のソートボタンで元の順序に戻る。

### 閣僚
| 順 | 省             | 長官 | 現職                         | 肖像 | 就任日                                                 |
| -- | -------------- | --- | ---------------------------- | ---- | ------------------------------------------------------ |
| 4  | 国務省         | 国務長官 (合衆国法典第22編第2651a条 22 U.S.C. § 2651a)                                                   | マルコ・ルビオ               | 01/  | 2024年11月13日発表 2025年1月20日承認 2025年1月21日就任 |
| 5  | 財務省         | 財務長官 (合衆国法典第31編第301条 31 U.S.C. § 301)                                                       | スコット・ベッセント         | 02/  | 2024年11月22日発表 2025年1月27日承認 2025年1月28日就任 |
| 6  | 国防総省       | 国防長官 (合衆国法典第10編第113条 10 U.S.C. § 113)                                                       | ピート・ヘグセス             | 03/  | 2024年11月12日発表 2025年1月24日承認 2025年1月25日就任 |
| 7  | 司法省         | 司法長官 (合衆国法典第28編第503条 28 U.S.C. § 503)                                                       | パム・ボンディ               | 04/  | 2024年11月21日発表 2025年2月4日承認 2025年2月5日就任   |
| 8  | 内務省         | 内務長官 (合衆国法典第43編第1451条 43 U.S.C. § 1451)                                                     | ダグ・バーガム               | 05/  | 2024年11月14日発表 2025年1月30日承認 2025年2月1日就任  |
| 9  | 農務省         | 農務長官 (合衆国法典第7編第2202条 7 U.S.C. § 2202)                                                       | ブルック・ロリンズ           | 06/  | 2024年11月23日発表 2025年2月13日承認 同日就任          |
| 10 | 商務省         | 商務長官 (合衆国法典第15編第1501条 15 U.S.C. § 1501)                                                     | ハワード・ラトニック         | 07/  | 2024年11月19日発表                                     |
| 11 | 労働省         | 労働長官 (合衆国法典第29編第551条 29 U.S.C. § 551)                                                       | ロリ・チャベスデレマー       | 08/  | 2024年11月22日発表                                     |
| 12 | 保健福祉省     | 保健福祉長官 (Reorganization Plan No. 1 of 1953, 67 Stat. 631 合衆国法典第42編第3501条 42 U.S.C. § 3501) | ロバート・ケネディ・ジュニア | 09/  | 2024年11月14日発表 2025年2月13日承認                   |
| 13 | 住宅都市開発省 | 住宅都市開発長官 (合衆国法典第42編第3532条 42 U.S.C. § 3532)                                             | スコット・ターナー           | 10/  | 2024年11月22日発表 2025年2月5日承認 同日就任           |
| 14 | 運輸省         | 運輸長官 (合衆国法典第49編第102条 49 U.S.C. § 102)                                                       | ショーン・ダフィー           | 11/  | 2024年11月18日発表 2025年1月28日承認 同日就任          |
| 15 | エネルギー省   | エネルギー長官 (合衆国法典第42編第7131条 42 U.S.C. § 7131)                                               | クリス・ライト               | 12/  | 2024年11月16日発表 2025年2月3日承認 同日就任           |
| 16 | 教育省         | 教育長官 (合衆国法典第20編第3411条 20 U.S.C. § 3411)                                                     | リンダ・マクマホン           | 13/  | 2024年11月19日発表                                     |
| 17 | 退役軍人省     | 退役軍人長官 (合衆国法典第38編第303条 38 U.S.C. § 303)                                                   | ダグ・コリンズ               | 14/  | 2024年11月14日発表 2025年2月4日承認 2025年2月5日就任   |
| 18 | 国土安全保障省 | 国土安全保障長官 (合衆国法典第6編第112条 6 U.S.C. § 112)                                                 | クリスティ・ノーム           | 15/  | 2024年11月13日発表 2025年1月25日承認 同日就任          |

### 閣僚級高官
| 順 | 行政機関       | 役職                 | 現職                             | 肖像 | 就任日                                                |
| -- | -------------- | -------------------- | -------------------------------- | ---- | ----------------------------------------------------- |
| 1  | 副大統領府     | 副大統領             | J・D・ヴァンス                   | 01/  | 2024年7月15日指名 2024年11月5日当選 2025年1月20日就任 |
| -  | 環境保護庁     | 環境保護庁長官       | リー・ゼルディン                 | 02/  | 2024年11月11日発表 2025年1月29日承認 同日就任         |
| -  | 行政管理予算局 | 行政管理予算局長     | ラッセル・ヴォート               | 03/  | 2024年11月22日発表 2025年2月6日承認                   |
| -  | 国家情報長官室 | 国家情報長官         | トゥルシー・ギャバード           | 04/  | 2024年11月13日発表 2025年2月12日承認 同日就任         |
| -  | 中央情報局     | 中央情報局長官       | ジョン・ラトクリフ               | 05/  | 2024年11月12日発表 2025年1月23日承認 同日就任         |
| -  | 通商代表部     | 通商代表             | ジェイミソン・グリア             | 06/  | 2024年11月26日発表 2025年2月26日承認                  |
| -  | 国務省         | 国連大使             | マイケル・ウォルツ               | 07/  | 2025年5月1日発表                                      |
| -  | 経済諮問委員会 | 経済諮問委員会委員長 | スティーブン・ミラン             | 08/  | 2024年12月22日発表 2025年3月12日承認                  |
| -  | 中小企業庁     | 中小企業庁長官       | ケリー・レフラー                 | 09/  | 2024年12月4日発表                                     |
| -  | 科学技術政策局 | 科学技術政策局局長   | マイケル・クラツィオス           | 10/  | 2024年12月22日発表 2025年3月12日承認                  |
| -  | 大統領行政府   | 大統領首席補佐官     | スージー・サマーオール・ワイルズ | 11/  | 2024年11月7日発表 2025年1月20日就任                   |